# Ozon (Rosja)
Ozon (ros. Озон) – wieś (dieriewnia) w Rosji, w Udmurcji, w rejonie kiezskim. W 2010 liczyła 325 mieszkańców.